# کارلوس اسکئو
کارلوس اسکئو (انگلیسی: Carlos Squeo; ۴ ژوئن ۱۹۴۸ – ۸ سپتامبر ۲۰۱۹) بازیکن فوتبال اهل آرژانتین بود.
از باشگاه‌هایی که در آن بازی کرده‌است می‌توان به باشگاه فوتبال ولز سارسفیلد، باشگاه فوتبال راسینگ کلوب آویاندا، و باشگاه فوتبال بوکا جونیورز اشاره کرد.
وی همچنین در تیم ملی فوتبال آرژانتین بازی کرده‌است.